# 숄

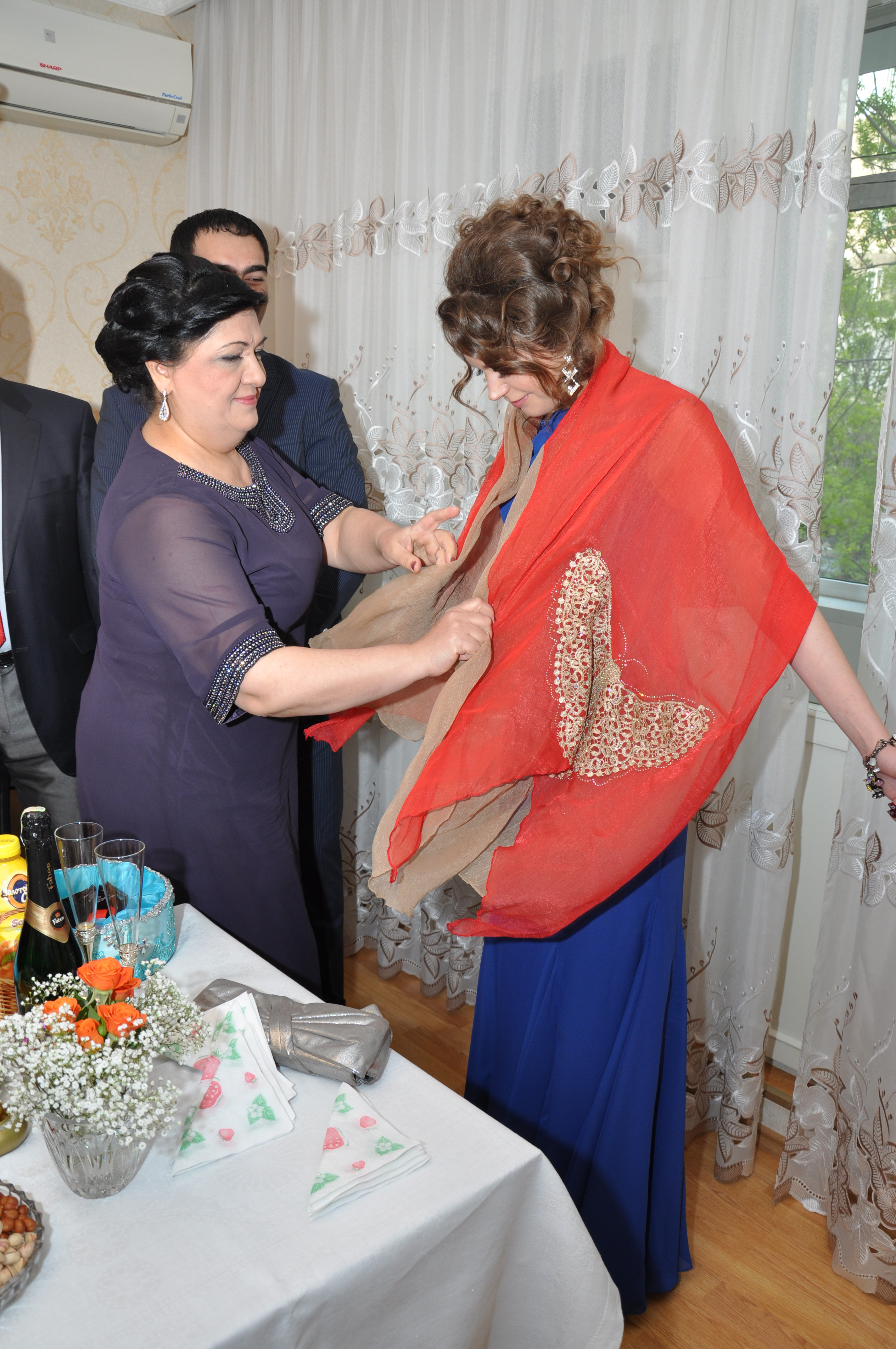
숄을 걸치고 있는 모습

숄(영어: shawl, 페르시아어: شال)은 의류의 일종이며, 어깨에 걸치거나 머리에 착용한다. 일반적으로 사각형을 천으로 삼각형이 되도록 접어 사용한다. 목도리는 방한을 위해 사용하거나 패션으로 사용하기도 한다.

## 같이 보기
- 폰초